# Llista d'etimologies dels noms dels estats dels Estats Units

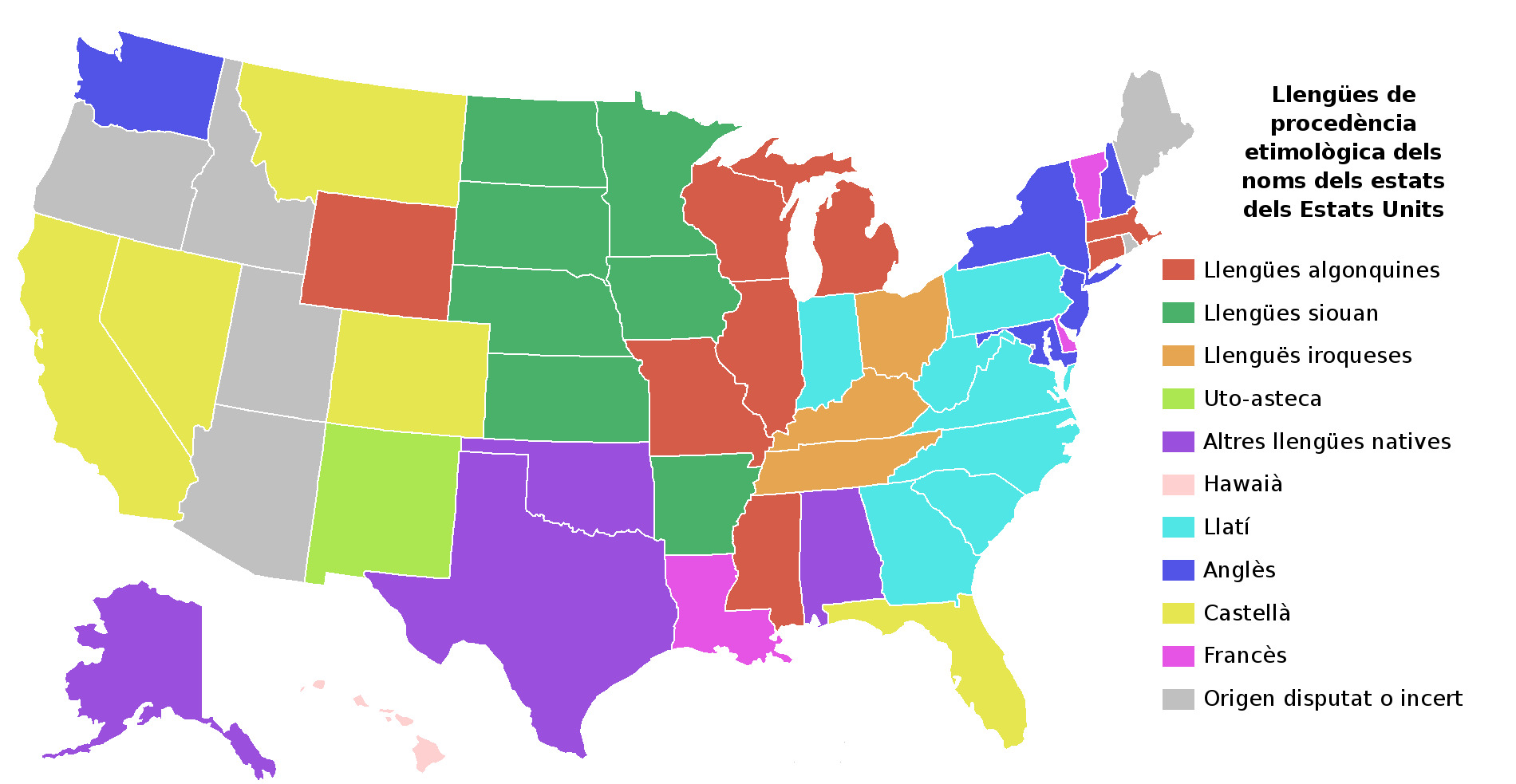
Llengües d'origen dels noms dels estats

Els cinquanta estats dels Estats Units han pres els seus noms d'una gran varietat de llengües. El nom de vint-i-quatre d'ells deriva de les llengües ameríndies i un del hawaià: vuit provenen de les llengües algonquines, set de les llengües siouan (una de les quals per mitjà del miami-illinois, una llengua algonquina), tres de les llengües iroqueses, un de l'uto-asteca, i els cinc restants d'altres llengües dels nadius americans.
Els noms d'uns altres vint-i-dos estats provenen etimològicament de llengües europees: set deriven del llatí (majoritàriament de les formes llatines de prenoms anglesos), cinc de l'anglès, cinc del castellà (i un més d'una llengua indígena per mitjà del castellà), i quatre del francès (un dels quals per mitjà de l'anglès). Les etimologies de sis estats no estan del tot clares: Arizona, Hawaii, Idaho, Maine, Oregon i Rhode Island (en la llista de sota, aquests estats tenen una fila informativa per cada idioma d'on poden provenir o per cada significat).
Dels cinquanta estats, onze foren anomenats en honor d'una persona. D'aquests onze, set fan referència a reis o reines: les dues Carolines, les dues Virgínies, Maryland, Louisiana i Geòrgia. Només un d'ells fou anomenat en honor d'un president dels Estats Units (Washington).

## Etimologia de cadascun dels noms d'estats
| Nom de l'estat     | Data de primera utilització | Any de primera utilització | Llengua d'origen                                   | Paraula d'origen         | Significat i notes |
| ------------------ | --------------------------- | -------------------------- | -------------------------------------------------- | ------------------------ | --- |
| Alabama            | 19 d'abril                  | 1742                       | Choctaw                                            | albah amo                | 'Netejadors de matolls' o 'talladors de plantes', d'albah, 'plantes (medicinals)', i amo, 'netejar'. El nom modern choctaw per la tribu és Albaamu. |
| Alaska             | 2 de desembre               | 1897                       | Aleutià via rus                                    | alaxsxaq via Аляска      | 'Terra continental' (literalment "l'objecte cap al qual es dirigeix l'acció de l'oceà"). |
| Arizona            | 1 de febrer                 | 1883                       | Basc                                               | aritz ona                | 'El bon roure'. |
| Arizona            |                             |                            | O'odham via castellà                               | ali ṣona-g via Arizonac  | 'Que té una breu primavera'. |
| Arizona            |                             |                            | Castellà                                           | zonas áridas             | 'Zones àrides'. |
| Arkansas           | 20 de juliol                | 1796                       | Kansa via miami-illinois i francès                 | akaansa                  | Manllevat del francès provinent, al mateix temps, de la traducció miami-illinois del nom tribal kką:ze (vegeu Kansas més avall), al qual els miami i els illinois solien referir-se amb el nom de quapaw. |
| Califòrnia         | 22 de maig                  | 1850                       | Castellà                                           | Desconegut               | Probablement anomenat en referència a l'illa de Califòrnia en la novel·la del segle xvi Las sergas de Esplandián, escrita per García Ordóñez de Montalvo. Vegeu també: Origen del nom Califòrnia |
| Carolina del Nord  | 30 de juny                  | 1686                       | Llatí via anglès (en última instància del fràncic) | Carolus via Carolana     | En honor del rei Carles I d'Anglaterra. El nom de Carles prové, al seu torn, del fràncic karl, 'home', 'marit'. |
| Carolina del Sud   | 12 de novembre              | 1687                       | Llatí via anglès (en última instància del fràncic) | Carolus via Carolana     | En honor del rei Carles I d'Anglaterra. El nom de Carles prové, al seu torn, del fràncic karl, 'home', 'marit'. |
| Colorado           | 8 de novembre               | 1858                       | Castellà                                           |                          | "Vermell" o "vermellós", es referia originalment al riu Colorado. |
| Connecticut        | 15 d'abril                  | 1675                       | Llengües algonquianes de l'est                     | quinnitukqut             | D'alguna llengua algonquiana del sud de Nova Anglaterra (potser el mahican); significa 'al llarg del riu de marea', en referència al riu Connecticut. En el nom s'hi aprecien trets de llengües protoalgonquianes de l'est: *kwən- ('llarg'), *-əhtəkw ('riu de marea') i *-ənk, el sufix locatiu). |
| Dakota del Nord    | 2 de novembre               | 1867                       | Sioux                                              | dakhóta                  | 'Aliat' o 'amic', en honor de la tribu dakota. |
| Dakota del Sud     | 2 de novembre               | 1867                       | Sioux                                              | dakhóta                  | 'Aliat' o 'amic'. Vegeu Dakota del Nord a sobre. |
| Delaware           | 31 de gener                 | 1680                       | Francès via anglès                                 | de la Warr               | En referència al riu Delaware, el qual fou anomenat en honor del baró De La Warr (originalment, molt probablement, del normand de la guerre o de la werre, 'de la guerra'). El baró De La Warr fou el primer governador general de Jamestown. |
| Florida            | 28 de desembre              | 1819                       | Castellà                                           | (pascua) florida         | '(Pasqua) florida' (per a distingir-la de la de Nadal, també anomenada Pasqua), en honor de la seva descoberta per part dels espanyols durant la Pasqua Florida. |
| Geòrgia            | 3 d'octubre                 | 1674                       | Llatí via anglès (en última instància del grec)    | Georgos                  | El nom llatí femení de "Jordi", posat en honor del rei Jordi II del Regne Unit. També era una referència a Sant Jordi, el nom del qual en grec significava 'marit' 'granger' (de ge, 'terra', + ergon, 'treball'). |
| Hawaii             | 29 de desembre              | 1879                       | Hawaià                                             | Hawaiʻi                  | De Hawaiki, la terra mare llegendària dels polinesis. Es creu que Hawaiki significava 'lloc dels déus'. |
| Hawaii             | 29 de desembre              | 1879                       | Hawaià                                             | Hawaiʻi                  | Anomenat en honor de Hawaiʻiloa, descobridor llegendari de les illes Hawaii. |
| Idaho              | 6 de juny                   | 1864                       | Anglès                                             | I-dah-hoe                | Probablement inventat per George Maurice Willing en forma d'acudit; originalment sembla que podria derivar d'una paraula en llengua nativa americana que significava 'gemma de les muntanyes'. El nom fou inicialment proposat per l'estat de Colorado fins que se'n descobriren els seus orígens. Anys més tard ja era utilitzat a bastament i va ser proposar per a l'estat que actualment s'anomena així.               |
| Idaho              |                             |                            | Apache de les planes                               | ídaahę́                   | Segurament de la paraula ídaahę́, 'enemic', la qual es feia servir per referir-se als comanxes. |
| Illinois           | 24 de març                  | 1793                       | Llengües algonquianes via francès                  | ilenweewa                | L'estat s'anomenà a partir de l'adaptació francesa d'una paraula en llengua algonquiana (potser el miami-illinois) que sembla que significava '(ell/a) parla d'una manera normal' (en Miami-Illinois ilenweewa, en ottawa antic <ilinoüek> i en llengües protoalgonquines *elen-, 'ordinari' i -we•, 'parlar'), en referència a l'Illiniwek (Illinois).                                                                    |
| Indiana            | 2 de desembre               | 1794                       | Llatí (en última instància del sànscrit)           |                          | 'Terra dels indis'. Els noms "indis" i "Índia" provingueren del riu Indus (sànscrit sindhu, 'riu'). |
| Iowa               | 31 d'agost                  | 1818                       | Sioux via francès                                  | ayúxba/ayuxwe via Aiouez | Mitjançant el francès Aiouez i anomenat amb relació a la tribu iowa. No es coneixen més coses de l'etimologia del nom, encara que alguns li atorguen el significat d''aquells que estan endormiscats'. |
| Kansas             | 12 de maig                  | 1832                       | Kansa via francès                                  | kką:ze via Cansez        | Anomenat en honor del riu Kansas, el qual, al seu torn, va ser anomenat en referència a la tribu kaw (o tribu kansas). Sembla que el nom podria estar relacionat amb la idea de "vent". |
| Kentucky           | 28 d'abril                  | 1728                       | Llengües iroqueses                                 |                          | Originalment referit al riu Kentucky. Encara que algunes fonts diuen que l'etimologia és incerta, la majoria convenen que el significat podria ser '(sobre) el prat' o '(sobre) la prada' (c.f. mohawk kenhtà:ke, seneca gëdá’geh, /kẽtaʔkeh/, 'al camp'). |
| Louisiana          | 18 de juliol                | 1787                       | Francès (en última instància del fràncic)          | Louisiane                | En honor del rei Lluís XIV de França. El nom de Lluís ve al seu torn del fràncic hluda, 'famós' (cf. loud) + wiga, 'guerra'. |
| Maine              | 13 d'octubre                | 1729                       | Anglès                                             | main                     | Una etimologia comuna històrica és que el nom de l'estat es refereix a la massa continental, de manera oposada a les illes de la costa. |
| Maine              |                             |                            | Francès                                            |                          | En honor de la província francesa de Maine. |
| Maine              |                             |                            | Anglès                                             |                          | Una proposta més recent és que l'estat fou anomenat en referència a la vila britànica de Broadmayne, que pertanyia a les terres familiars de Sir Ferdinant Gorges, el fundador de la colònia. |
| Maryland           | 18 de gener                 | 1691                       | Anglès (en última instància de l'hebreu)           | Miryam                   | En honor de la reina Enriqueta Maria de França, muller del rei Carles I d'Anglaterra. El nom Maria significava originalment en hebreu 'amargor', 'rebel·lia', 'desitjada com a nen' o 'dama estimada', tot i que també podria provenir de l'egipci 'estimat' o 'amor'. |
| Massachusetts      | 4 de juny                   | 1665                       | Llengües algonquianes                              |                          | Plural de "Massachusett", que significa 'prop de la gran petita muntanya' o bé 'al gran turó', relacionat sovint amb el Great Blue Hill a la frontera entre Milton i Canton (c.f. el nom narragansett Massachusêuck). |
| Michigan           | 28 d'octubre                | 1811                       | Ojibwe via francès                                 | mishigami                | 'Gran aigua' o 'gran llac' (en algonguià antic, *meshi-gami). |
| Minnesota          | 21 d'abril                  | 1821                       | Dakota                                             | mnisota                  | 'Aigua ennuvolada', que es refereix al riu Minnesota. |
| Mississipi         | 9 de març                   | 1800                       | Ojibwe via francès                                 | misi-ziibi               | 'Gran riu', en referència al riu Mississipi. |
| Missouri           | 7 de setembre               | 1805                       | Illinois                                           | mihsoori                 | "Piragua". La tribu missouri sobresortia entre els illinois per les seves piragües, per la qual cosa se'ls referia com els wimihsoorita, 'aquell qui té una embarcació de fusta [piragua]'. |
| Montana            | 1 de novembre               | 1860                       | Castellà                                           | montaña                  | "Muntanya". |
| Nebraska           | 22 de juny                  | 1847                       | Chiwere                                            | ñįbraske                 | 'Aigua plana', en referència al riu Platte, que també es coneixia com el riu Nebraska. A causa de les terres tan planes, quan hi havia riuades tota la regió quedava coberta d'aigua. |
| Nevada             | 9 de febrer                 | 1845                       | Castellà                                           |                          | 'Cobert de neu', en referència a Sierra Nevada ('muntanyes cobertes de neu'). |
| Nou Hampshire      | 27 d'agost                  | 1692                       | Anglès                                             |                          | En referència al comtat d'Hampshire, a Anglaterra. |
| Nova Jersey        | 2 d'abril                   | 1669                       | Francès (en última instància del nòrdic antic)     |                          | En referència a Jersey (la més gran de les illes del Canal), lloc de naixement d'un dels dos cofundadors de la colònia, George Carteret. L'estat fou establert sota el nom de Nova Caeserea o Nova Jersey perquè es creu que el nom llatí de l'illa era Caesarea. El nom "Jersey" segurament ve del nòrdic antic Geirrs ey, 'illa de Geirr'.                                                                               |
| Nou Mèxic          | 1 de novembre               | 1859                       | Nàhuatl via castellà                               | Mēxihco via Nuevo México | Calc del castellà Nuevo México. El nom de Mèxic prové del nahuatl Mēxihca, la gent asteca que va fundar les ciutats de Tenochtitlan and Teotihuacan. El seu significat literal és desconegut, però s'han proposat diverses possibilitats tals com que el nom prové del déu Mextli o que significa 'melic de la lluna'. |
| Nova York          | 15 d'octubre                | 1680                       | Anglès                                             |                          | En honor del llavors duc de York, que més tard esdevingué el rei Jaume II d'Anglaterra. Fou anomenat pel llavors rei Carles II d'Anglaterra, germà de Jaume II. El nom "York" deriva del nom llatí Eboracum (via l'anglès antic Eoforwic i llavors del nòrdic antic Jórvík), aparentment manllevat del celta britònic *eborakon, que probablement significava 'estat del teix'. Vegeu l'article York per a més informació. |
| Ohio               | 19 d'abril                  | 1785                       | Seneca via francès                                 | ohi:yo’                  | 'Gran rierol', originalment el nom tant del riu Ohio com del riu Allegheny. Sovint es tradueix incorrectament com 'riu bonic'. |
| Oklahoma           | 5 de setembre               | 1842                       | Choctaw                                            | okla + homa              | Concebut com una traducció de "territori indi". En choctaw, okla significa 'gent', 'tribu' o 'nació', i homa- significa 'roig'; unint els dos termes s'obté 'gent roja'. |
| Oregon             | 20 de juliol                | 1860                       | Llengües algonquianes pidgin de Connecticut        | wauregan                 | 'Bonic'. Anomenat per l'alcalde Robert Rogers en una petició al rei Jordi III del Regne Unit. |
| Pennsilvània       | 8 de març                   | 1650                       | Gal·lès i llatí                                    | Penn + silvania          | 'Boscos de Penn', en honor de l'almirall William Penn. El nom Penn prové de Pennaeth, paraula gal·lesa que significa 'cap'. |
| Rhode Island       | 3 de febrer                 | 1680                       | Neerlandès                                         | roodt eylandt            | 'Illa vermella', en referència a l'illa Aquidneck. |
| Rhode Island       |                             |                            | Grec                                               | ῾Ρόδος                   | Per semblança amb l'illa de Rodes al mar Egeu. |
| Tennessee          | 24 de maig                  | 1747                       | Cherokee                                           | ᏔᎾᏏ tanasi               | Tanasi (en cherokee: ᏔᎾᏏ) era el nom d'un logarret cherokee; el seu significat és desconegut. |
| Texas              | 30 de juny                  | 1827                       | Caddo via castellà                                 | táyshaʔ via Tejas        | 'Amic', usat pels caddo per referir-se a la seva pròpia nació (en oposició a les tribus enemigues) El nom fou manllevat cap al castellà com texa (plural texas). |
| Utah               | 20 de desembre              | 1877                       | Apache de l'oest via castellà                      | yúdah via yuta           | De la designació en castellà de la tribu ute, yuta, i potser al seu torn un manlleu de l'apache de l'oest yúdah, que significa 'alt' (i no pas, com de vegades es diu, 'gent de les muntanyes' ni tampoc de la seva pròpia designació [nutʃi̥] (plural [nuːtʃiu]), tal com suggereix J. P. Harrington). |
| Vermont            | 27 de setembre              | 1721                       | Francès                                            | vert + mont              | 'Mont verd' o 'muntanya verda'. Vert en francès significa 'verd', i mont significa 'mont' o 'muntanya'. |
| Virgínia           | 21 de març                  | 1652                       | Llatí                                              |                          | 'País de la verge', en honor d'Elisabet I d'Anglaterra, coneguda com la Reina Verge perquè mai es casà. |
| Virgínia de l'Oest | 1 de setembre               | 1831                       | Llatí                                              |                          | Aquest conjunt de comtats de l'oest de Virgínia se separaren d'aquest estat durant la Guerra Civil dels Estats Units. Vegeu Virgínia a la fila superior. |
| Washington         | 22 de febrer                | 1872                       | Anglès                                             |                          | En honor de George Washington, primer president dels Estats Units. |
| Wisconsin          | 5 de febrer                 | 1822                       | Miami-illinois via francès                         | Wishkonsing              | Originalment els francesos el lletrejaven Mescousing, i més tard va derivar cap a Ouisconsin. Segurament prové del miami-illinois Meskonsing, que significa 'és roig'. També pot ser que provingui de l'Ojibwe miskwasiniing, 'lloc de pedra roja'. |
| Wyoming            | 14 d'agost                  | 1877                       | Lenape                                             | xwé:wamənk               | 'Allà on el gran riu esdevé pla'; el nom fou trasplantat a l'oest des de la vall Wyoming a Pennsilvània. |